# Þ
La lettera Þ (minuscolo: þ), nota anche come þorn o thorn, è una lettera dell'alfabeto gotico (𐌸), anglo-sassone e islandese. Era usata anche nella Scandinavia medievale, ma venne successivamente sostituita con il digramma ⟨th⟩. La lettera deriva dalla runa ᚦ, chiamata "þorn" in anglo-sassone e "þurs", gigante in scandinavo.
Può suonare sia come una fricativa dentale sorda, come il 'th' nella parola inglese "thick", o come una fricativa dentale sonora, come il 'th' della parola inglese "the". In islandese comunque, l'uso è limitato solo al primo caso, mentre la forma sonora è rappresentata dalla lettera Ð, ð (eð). In ambito italiano il suo uso è stato proposto anche per rendere alcuni suoni dei dialetti lombardi nella grafica unificata di Jørgen Giorgio Bosoni.

## Uso in inglese
La lettera venne usata nell'inglese medievale prima dell'invenzione della stampa. William Caxton, il primo stampatore in Inghilterra, portò con sé dei tipi fabbricati in Europa continentale, che erano privi di þorn, yogh, e eð. Egli sostituì pertanto la thorn con la Y, ma questa non fu una scelta arbitraria da parte sua: in alcuni manoscritti dei primi del XV secolo, come il The Boke of Margery Kempe, la lettera Y e la þorn erano identiche. La parola the viene scritta ye in tutta la Bibbia di re Giacomo. Oggi la Y al posto della þorn è ancora visibile sulle pietre tombali, o nel prefisso stereotipato "Ye olde...". Quest'ultimo viene spesso usato su insegne di negozi caratteristici, come "Ye Olde Candy Shoppe" (L'antico negozio di dolciumi), e nei nomi dei pub, per indicare un gusto di ispirazione medievale o tipicamente inglese, o spesso anche per evocare un'atmosfera "old England". Un esempio tipico è Ye Olde English Pubbe (L'antico pub inglese).
L'articolo determinativo inglese scritto con la Y al posto della thorn viene spesso pronunciato scherzosamente o erroneamente /ji:/, o scambiato per ye, l'antico caso nominativo di you. La lettera Y viene usata talvolta nei giochi enigmistici inglesi per sostituire il "th" con una singola lettera.